# Montezuma II.
Montezuma II. (nahuatl: Motecuhzoma Xocoyotzin) (?, 1470. – Tenochtitlan, 29. lipnja 1520.), bio je deveti i posljednji potpuno neovisni astečki vladar (tlatoani) koji je 1503. godine izabran za vladara. Njegova vladavina je privedena kraju dolaskom španjolskih konkvistadora na čelu s Hernanom Cortesom.
Postoji mnogo kontradiktornih povijesnih izvora o njegovom životu i osobnosti, zato se zapravo malo o njemu sigurno zna. Nakon što je preuzeo vlast, obračunao se sa svim pristašama prethodnog vladara, strica Ahuitzotla, nastojeći izbornu monarhiju pretvoriti u apsolutnu. U trenutku dolaska na prijestolje, Carstvo se prostiralo na velikom teritoriju od meksičke visoravni do Nikaragve, ali visoki zahtjevi vladara prema podloženim narodima u vidu većeg poreza i većeg broja zarobljenika za žrtvovanje, izazvali su nestabilnost u državi pred sam dolazak europskih osvajača. Prema nekim povijesnim izvorima, Montezuma je bio vrlo praznovjeran čovjek i vjerovao je da su španjolski konkvistadori zapravo potomci boga Quetzalcoatla. Hernan Cortes ga je potom prevario i zarobio i pokušavao upravljati Astečkim carstvom manipulirajući Montezumom. Unatoč tome, Montezuma je odbijao usprotiviti se Španjolcima i pokušavao je umiriti nezadovoljno domorodačko stanovništvo. Godine 1520. Asteci su podigli ustanak protiv Španjolaca i tom je prilikom Montezuma ubijen. Ne zna se da li je ubijen sa strane Španjolaca ili Asteka.
Montezuma se rodio u Tenochtitlanu, današnjem Mexico Cityu. Njegovo ime na nahuatl jeziku znači "onaj koji se ljuti kao kralj". Tijekom njegove vladavine Astečko carstvo je dostiglo svoj vrhunac. Montezuma je ratovanjem proširio teritorij carstva i inkorporirao narode Yopi i Zapotec u carstvo.
Imao je osam kćeri i jedanaest sinova.

## Prvi kontakt sa Španjolcima
Montezuma se prvi put susreo s europskim doseljenicima 1517. godine, kad je ekspedicija Juana de Grijalve dospjela na istočnu obalu Astečkog carstva. Montezuma II. je naredio da se budući dolasci stranaca pomno prate.
Montezuma je bio informiran o dolasku Cortesa, te je poslao svoje delegate da pozdrave strance. Cortes se udružio s narodom Tlaxcalteca, koji su bili neprijatelji Astečkog carstva i zajedno su podizali ustanke protiv astečke vladavine.  
Montezuma je toga bio svjestan, a Španjolcima je slao darove (prema jednoj verziji zato što se bojao Španjolaca, a prema drugoj zato što je u astečkoj kulturi to bio način pokazivanja superiornosti).

## Vanjske poveznice
- Montezuma II. Hrvatska enciklopedija
- Montezuma II Britannica (engl.)
- Montezuma II - biography.com (engl.)
- Montezuma II - ancient.eu (engl.)

| Prethodnik:                     | Astečki car (tlatoani Tenochtitlana) 1502. - 1520. | Nasljednik:        |
| Ahuitzotl (o. 1486. - o. 1502.) | Astečki car (tlatoani Tenochtitlana) 1502. - 1520. | Cuitlahuac (1520.) |